# Nationaal park Douala Edéa
Het nationaal park Douala Edéa is een nationaal park van 2.715 km² in het zuidwesten van Kameroen, gelegen in de regio Littoral in het westen van het departement Sanaga-Maritime. Het park ligt enkele tientallen kilometers ten zuiden van Douala en enkele tientallen kilometers ten westen van Edéa. Voor de erkenning als nationaal park in 2018 was het park sinds de oprichting in 1932 gekend als het Douala-Edéa Wildlife Reserve.
Het park ligt aan weerszijden van de monding van de Sanaga aan de kustlijn van de Golf van Bonny. Het Tissongo-meer, een lagune die door een getijdenkanaal met een lengte van 5 kilometer is verbonden met de zuidelijke oever van de Sanaga, ligt mee binnen de grenzen van het nationaal park Douala Edéa.
Mouanko is de belangrijkste woonkern in het reservaat, aan de noordelijke oever van de Sanaga.

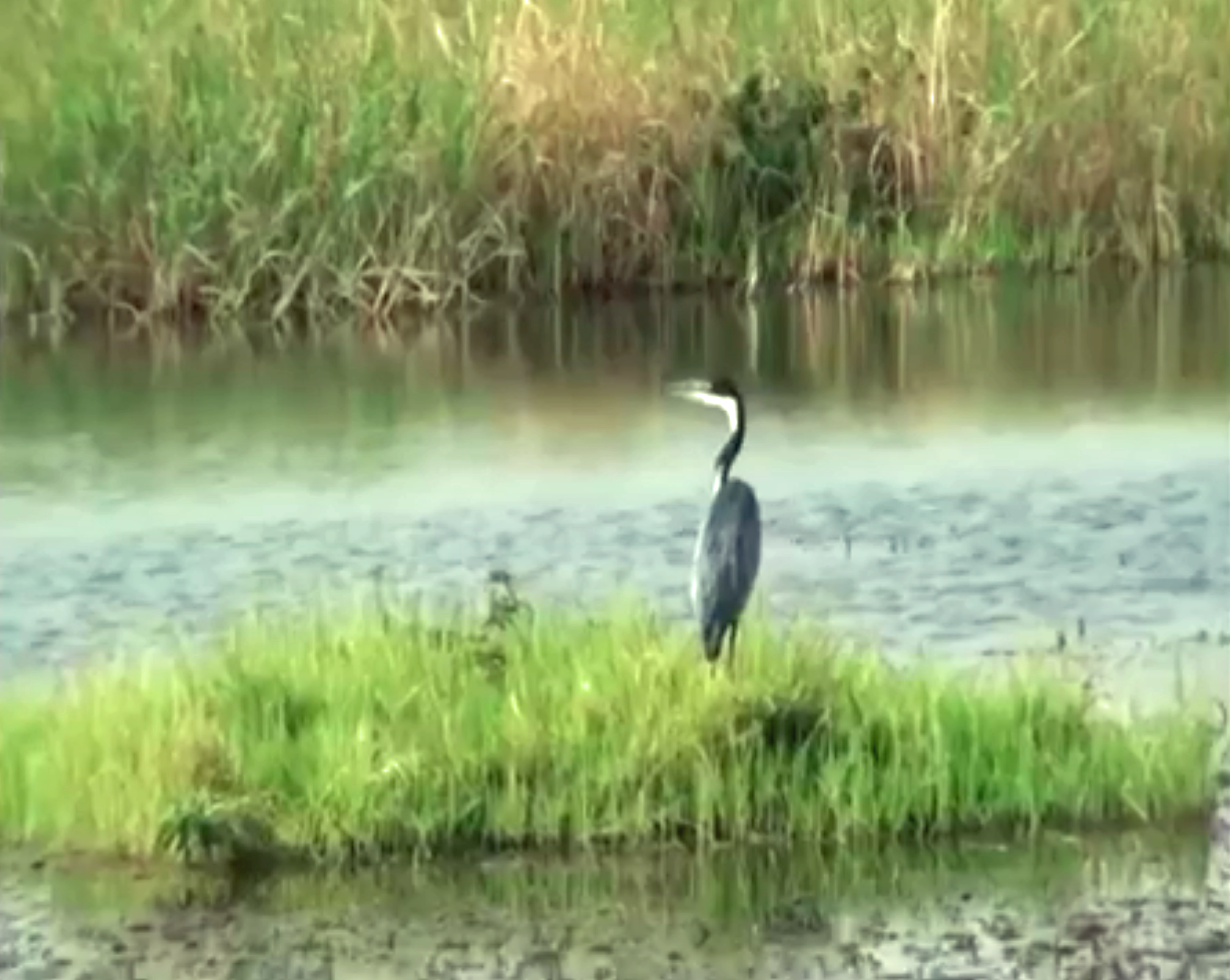
Het meer van Tissongo
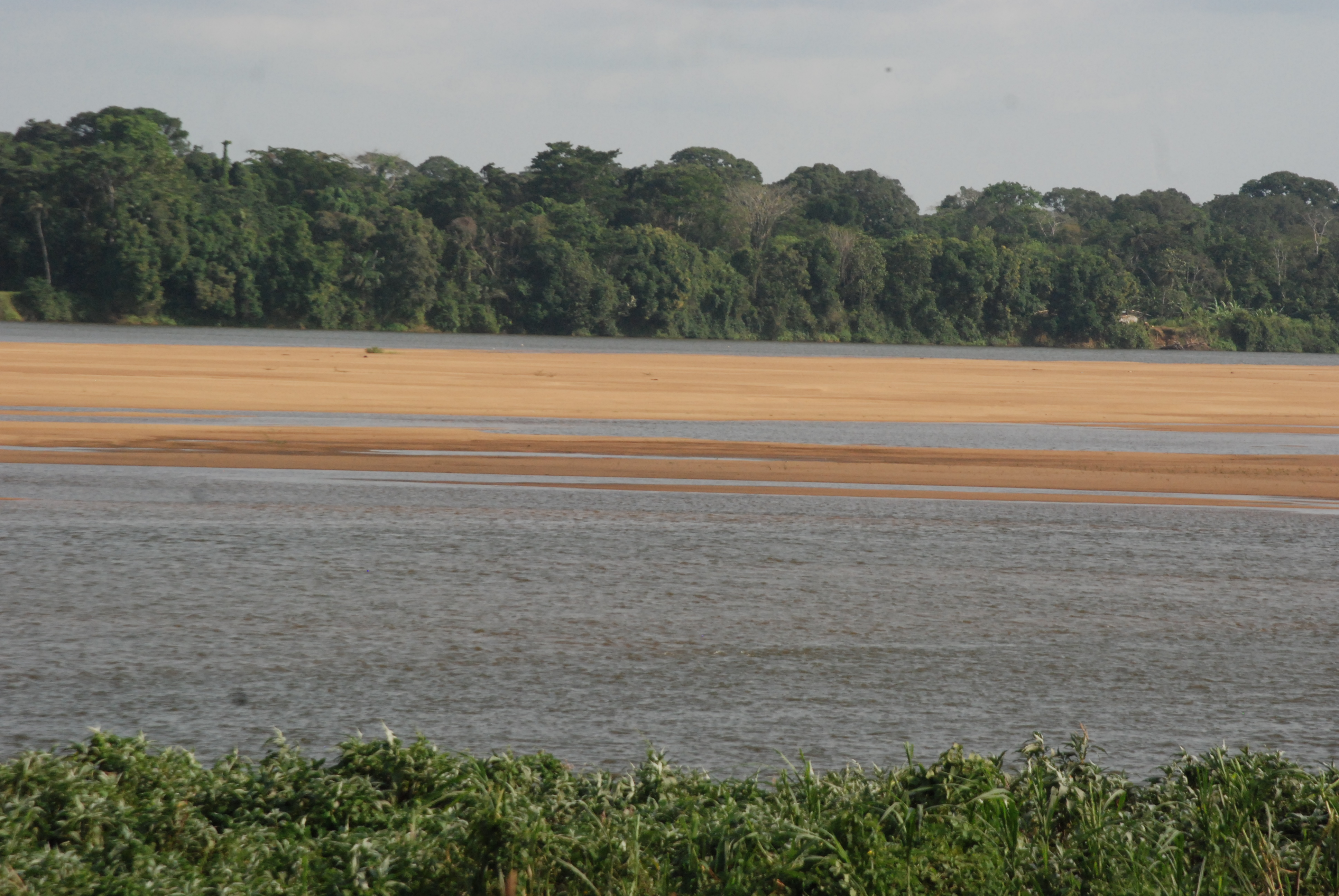
De Sanaga

## Geschiedenis
Het reservaat werd opgericht in 1932. Kameroen wees het reservaat in 1971 aan als wildpark voor wetenschappelijke doeleinden en in 1974 had het reservaat een conservator en wachtpost. Vanaf 2000 was het beschermd gebied uitgebreid tot 160.000 hectare. De upgrade naar de volledige status van nationaal park werd uitgesteld omdat er olie was ontdekt in de kustgebieden van Kameroen en het gebied belangrijke reserves zou kunnen bevatten. Maar uiteindelijk werd in oktober 2018 het opgewaardeerd tot nationaal park.

## Flora
Viervijfde van de oppervlakte van het park is bedekt met tropisch laaglandregenwoud.  Het resterend gebied omvat grotendeels Atlantische mangrovebossen. Ook het Mouanko-reservaat tussen de Sanaga en het estuarium van de Wouri bevat ongeveer 15.000 hectare mangrovebossen. Beiden natuurgebieden zijn dan ook onderdeel van de ecoregio Mangrovebossen van Centraal-Afrika. De mangroven vormen een buffer tegen kusterosie en zijn een toevluchtsoord voor het grootste deel van de lokale mariene en aquatische soorten voor ten minste een deel van hun levenscyclus. De mangroven worden bedreigd door houtkap voor bouwhout en brandhout dat wordt gebruikt bij het roken van vis, evenals door de ontwikkeling van stedelijke infrastructuur.

## Fauna
Fauna omvat bosolifanten, primaten (onder meer chimpansees en zwarte franjeapen), antilopen (sitatoenga, blauwe duiker, enz.), West-Afrikaanse lamantijnen, zeeschildpadden, dolfijnen, krokodillen, alligators, vele vissoorten, land- en watervogelsoorten. In 1972 werd gemeld dat de roodkopmangabey veel voorkwam in het reservaat. De roodneusmeerkat is ook gedetecteerd in het park maar worden bedreigd door illegale jacht. Algemeen zijn de dieren in het park slecht beschermd en is stroperij wijdverbreid.